# Olympische Sommerspiele 2012/Teilnehmer (Liberia)
| Gelbes Symbol für Goldmedaillen mit stilisierten Olympischen Ringen | Graues Symbol für Silbermedaillen mit stilisierten Olympischen Ringen | Braundes Symbol für Bronzemedaillen mit stilisierten Olympischen Ringen |
| ------------------------------------------------------------------- | --------------------------------------------------------------------- | ----------------------------------------------------------------------- |
| —                                                                   | —                                                                     | —                                                                       |

Liberia nahm in London an den Olympischen Spielen 2012 teil. Es war die insgesamt zwölfte Teilnahme an Olympischen Sommerspielen. Das Liberia National Olympic Committee nominierte vier Athleten in zwei Sportarten.
Fahnenträgerin bei der Eröffnungsfeier war die Leichtathletin Phobay Kutu-Akoi.

## Teilnehmer nach Sportarten

### Judo
| Männer      |                  |          |         |
| Levi Saryee | Klasse bis 81 kg | S. Attaf | 000-100 |

### Leichtathletik
Laufen und Gehen
| Athleten         | Wettbewerb   | Vorlauf | Vorlauf | Halbfinale | Halbfinale | Finale | Finale | Rang |
| Athleten         | Wettbewerb   | Zeit    | Rang    | Zeit       | Rang       | Zeit   | Rang   | Rang |
| ---------------- | ------------ | ------- | ------- | ---------- | ---------- | ------ | ------ | ---- |
| Frauen           |              |         |         |            |            |        |        |      |
| Phobay Kutu-Akoi | 100 m        | 11,52 s | 6       | –          | –          | –      | –      | 42   |
| Raasin McIntosh  | 400 m Hürden | 57,39 s | 6       | –          | –          | –      | –      | 32   |

Mehrkampf
| Athleten         | 100 m   | 100 m  | Weitsprung | Weitsprung | Kugelstoßen | Kugelstoßen | Hochsprung | Hochsprung | 400 m   | 400 m  | 110 m Hürden | 110 m Hürden | Diskuswerfen | Diskuswerfen | Stabhochsprung | Stabhochsprung | Speerwerfen | Speerwerfen | 1500 m      | 1500 m | Punkte | Rang |
| Athleten         | Zeit    | Punkte | Weite      | Punkte     | Weite       | Punkte      | Höhe       | Punkte     | Zeit    | Punkte | Zeit         | Punkte       | Weite        | Punkte       | Höhe           | Punkte         | Weite       | Punkte      | Zeit        | Punkte | Punkte | Rang |
| ---------------- | ------- | ------ | ---------- | ---------- | ----------- | ----------- | ---------- | ---------- | ------- | ------ | ------------ | ------------ | ------------ | ------------ | -------------- | -------------- | ----------- | ----------- | ----------- | ------ | ------ | ---- |
| Zehnkampf Männer |         |        |            |            |             |             |            |            |         |        |              |              |              |              |                |                |             |             |             |        |        |      |
| Jangy Addy       | 10,89 s | 885    | 6,90 m     | 790        | 14,97 m     | 788         | 1,93 m     | 740        | 48,64 s | 878    | 14,23 s      | 945          | 45,61 m      | 779          | 4,20 m         | 673            | 50,36 m     | 594         | 5:08,14 min | 514    | 7586   | 23   |